# Gračac (Vrnjačka Banja)
Pour les articles homonymes, voir Gračac.
Gračac (en serbe cyrillique : Грачац) est une localité de Serbie située dans la municipalité de Vrnjačka Banja, district de Raška. Au recensement de 2011, elle comptait 1 824.
Gračac est officiellement classé parmi les villages de Serbie.

## Démographie

### Évolution historique de la population
| 1948  | 1953  | 1961  | 1971  | 1981  | 1991  | 2002  | 2011  |
| ----- | ----- | ----- | ----- | ----- | ----- | ----- | ----- |
| 2 395 | 2 386 | 2 277 | 2 129 | 2 012 | 2 045 | 2 011 | 1 824 |

|  |